# جنگان، سالیان
جنگان (به انگلیسی: Cəngan) یک روستا و دهکده در شهرستان سالیان در جمهوری آذربایجان است که کمترین جمعیت را در روستا های واقع در شهرستان سالیان دارد. جمعیت این روستا ۳۴۸ نفر است.